# Andersonia axilliflora
Andersonia axilliflora är en ljungväxtart som först beskrevs av Stschegl., och fick sitt nu gällande namn av George Claridge Druce. Andersonia axilliflora ingår i släktet Andersonia och familjen ljungväxter. Inga underarter finns listade i Catalogue of Life.